# طوني ناش
طوني ناش (بالإنجليزية: Tony Nash)‏ هو متزلج جماعي بريطاني، ولد في 18 مارس 1936 في أمرشام ‏ في المملكة المتحدة.

## وصلات خارجية
- طوني ناش على موقع أوليمبيديا (الإنجليزية)
- طوني ناش على موقع الموسوعة البريطانية (الإنجليزية)